# Calpazia vermicularis
Calpazia vermicularis är en skalbaggsart som beskrevs av Francis Polkinghorne Pascoe 1857. Calpazia vermicularis ingår i släktet Calpazia och familjen långhorningar.
Artens utbredningsområde är Laos. Inga underarter finns listade.